# Gabriel Dumont (Métisführer)

Gabriel Dumont

Gabriel Dumont (* Dezember 1837 in der Red-River-Kolonie; † 19. Mai 1906 in St-Isidore-de-Bellevue, Saskatchewan) war Pelzjäger und -händler sowie politischer und militärischer Führer der kanadischen Métis. Während der Nordwest-Rebellion 1885 wurde er zum Präsidenten der Provisorischen Regierung Saskatchewans gewählt und war der militärische Führer der Rebellen.

## Jugend
Gabriels Vater Isidore war der Sohn eines französischen Fellhändlers und einer Sarcee-Frau. Isidore und seine Frau Louise Laframboise zogen nach ihrer Heirat 1833 vom heimischen Fort Edmonton in die Red-River-Kolonie, wo sie bei Saint-Boniface im heutigen Saskatchewan auf einer kleinen Farm von Ackerbau, Büffel- und Pelztierjagd lebten. Dort wurde 1837 auch Gabriel als drittes Kind es Paares geboren.
In den 1840ern boomte der Handel mit Büffelfellen und die Familie zog nach Fort Pitt (heute Saskatchewan), näher an die Jagdgebiete heran. 1848 zogen sie wieder an den Red River nach White Horse Plain, die Büffeljagd blieb aber, wie bei den meisten Métis, ihr wirtschaftlicher Haupterwerb, und Gabriel beteiligte sich schon mit 14 Jahren an der Jagd. So war er 1853 auch an einer Schlacht in den Plains gegen eine Gruppe Sioux um Jagdreviere beteiligt und erlebte die für die Métis typische Taktik des Beschusses aus Schießgruben heraus. Dies sollte jedoch seine einzige Schlachterfahrung vor der Nordwest-Rebellion bleiben.

## Leben in der Prärie
In den folgenden Jahren zog die Familie den zurückgehenden Büffelbeständen nach Westen hinterher. 1858 starb Dumonts Mutter und im selben Jahr heiratete er Madeleine Wilkie, die Tochter des Jagdanführers der White Horse Plain. 1863 wurde er selbst der Anführer von etwa 200 Jägern bei Fort Carlton, eine Stellung, die er bis zum völligen Verschwinden der Büffel aus den Plains um 1880 behielt. 1868 ließ sich seine Jagdgemeinschaft bei Batoche am South Saskatchewan River nieder. Während der Red-River-Rebellion 1869–1870 in der heutigen Nachbarprovinz Saskatchewans Manitoba hat Dumont eigenen Angaben zufolge dem Rebellen-Führer Louis Riel die Unterstützung seiner Leute angeboten, es gibt allerdings keine Zeugnisse, die diese Angabe stützen, und es erscheint wahrscheinlich, dass Dumont Riel erst 1884 zum ersten Mal traf.
In der Folge der Red-River-Rebellion flüchteten sich viele Métis an den South Saskatchewan und Dumont leitete und organisierte ihre Aktivitäten und die Zusammenarbeit mit der Hudson’s Bay Company (HBC), die den Gesamten Westen Kanadas verwaltete. Er selbst kam in dieser Zeit mit Handel und einer Fähre über den Fluss zu relativem Wohlstand. Die neue Gemeinde organisierte sich in einer Verwaltung, deren Präsident Dumont 1873 wurde. Einige Métis widersetzten sich der neuen Verwaltung und beklagten sich beim Vertreter der HBC, der die Klage an Gouverneur Alexander Morris weiterleitete. Eine Abteilung der neuen North-West Mounted Police befand die Klagen vor Ort jedoch für unbegründet.
Der Widerstand einiger Métis gegen die traditionellen Jagdregeln kam nicht zufällig. Die Büffelbestände gingen immer weiter zurück und die wirtschaftliche Grundlage aller war durch geringere Jagdausbeute gefährdet, da ihre althergebrachte Landwirtschaft alleine sie nicht ernähren konnte. Dumont erkannte, dass er und seine Gefolgschaft nach dem Verschwinden der Büffel auf Zusammenarbeit mit der kanadischen Regierung angewiesen sein würden und warb um ihre Vertretung im Rat der Nordwest-Territorien, landwirtschaftliche Instruktoren, Schulen und die Bestätigung der Besitzverhältnisse des von ihnen bewirtschafteten Landes. 1880 protestierte er gegen das Bestreben der britischen Krone, Holzeinschlag zu besteuern, und 1881 forderte er erneut die schriftliche Anerkennung von Landbesitz.

## Die Nordwest-Rebellion
1882 war das endgültige Verschwinden der Büffel aus der Prärie schließlich unausweichliche Tatsache. Umso stärker wurde das Bestreben nach Anerkennung für Landbesitz, was jedoch weniger an Unwillen als vielmehr an organisatorischer Nachlässigkeit scheiterte, da die kanadische Regierung an ihrer Landvergabe in Meilen-Quadraten festhielt, in der sich die Flussfarmen der Métis nicht erfassen ließen. Ein 1878 tatsächlich existierender Plan zur Anerkennung der Flussfarmen wurde nur bruchstückhaft durchgeführt und war Ende des Jahres wieder eingestellt worden. Ende März 1884 rief Dumont zu einem Treffen von Vertretern der Métis und man kam überein, dass die mangelnde Zusammenarbeit der Regierung nur zusammen mit Louis Riel überwunden werden könnte, da man nur ihm zutraute, Métis, weiße Siedler und Indianer zu einem gemeinsamen Vorgehen zu einen.
Dumont rief alle Bewohner der Region zu einer weiteren Versammlung zusammen, die am 28. April stattfand, jedoch nur von Métis wahrgenommen wurde. Man ernannte ein Komitee aus sechs Männern, zu dem neben Dumont auch Charles Nolin gehörte, das eine Verfassung für ein zu schaffendes Gemeinwesen formulieren und der kanadischen Regierung in Ottawa vorlegen sollte. Am 8. April traf man sich mit den anderen Siedlern, entschied aber, den Verfassungsentwurf durch Riel der Regierung vorlegen zu lassen, den man zu diesem Zweck aus dem Exil an den South Saskatchewan bat, wo der sich Anfang Juli im Haus Dumonts auch einfand. Von da an stützte sich das Komitee bei der Korrespondenz mit Ottawa hauptsächlich auf den ausgebildeten Juristen Riel, doch auch mit ihm gab es keine weiteren Fortschritte, die kanadische Regierung unter Premier Macdonald lehnte eine eigene Provinz für Siedler und Métis grundsätzlich ab und im Februar 1885 erklärten Dumont und Riel die Verhandlungen für endgültig gescheitert.
In den folgenden Wochen war es vor allem Dumont, der zusammen mit seinen einflussreichen Verwandten auf einen bewaffneten Aufstand drängte und sich gegen den Widerstand von Charles Nolin und die Bedenken Riels durchsetzte, woraufhin sich anglo-kanadische Siedler und Kirchenvertreter von dem Unternehmen distanzierten. Dumont warb nun auch unter den benachbarten Cree um Unterstützung, die ebenfalls unter dem Verschwinden der Büffel litten und deren Reservatsverträge bezüglich Lebensmittelunterstützung von der kanadischen Regierung oft nicht eingehalten wurden. Mitte März erfuhr Dumont, dass die NWMP einen Trupp ausgesandt hatte, um ihn und Riel festzunehmen, woraufhin er mit 60 bis 70 Mann in zwei Geschäften (vermutlich der HBC) Waffen und Munition konfiszierte. Am 19. März verkündete Riel die neue Provisorische Regierung, in deren oberstes Amt als Gouverneur der Métis Nation Dumont gewählt wurde. Zur Verteidigung der Siedlungen um Batoche wurde eine 300 Mann zählende Armee aufgestellt.
Der Rat der Provisorischen Regierung war sich einig darin, dass jede militärische Aktivität sich nur auf die unmittelbare Umgebung des durch sie beanspruchten Siedlungsgebietes von Batoche beschränken sollte, und auch Dumont hat dem nicht widersprochen, auch wenn er später behaupten sollte, nur von Riel vom sofortigen Angriff auch auf Prince Albert oder Fort Carlton abgehalten worden zu sein. In einer sehr knappen Abstimmung wurde am 24. März beschlossen, den Handelsposten Duck Lake 6 Meilen vor Batoche zu vereinnahmen, um sich gegen das in gleicher Richtung liegende Fort Carlton der NWMP abzusichern, dessen Kommandeur L.N.F. Crozier mit etwa 100 Mann zur Gefangennahme Riels und Dumonts angerückt war, und die Übergabe des Forts verweigerte. Crozier schickte seine Leute gegen die anrückenden Métis und war hoffnungslos unterlegen, doch der ebenfalls anwesende Riel verhinderte ein Massaker, indem er eine Verfolgung der flüchtenden NWMP untersagte. Unter den wenigen Toten unter den eigenen Männern waren jedoch Dumonts Bruder Isidore und zwei weitere Verwandte. Crozier zog sich bis Prince Albert zurück und die Métis brannten Fort Carlton nieder, zogen sich dann aber wieder nach Batoche zurück.
Ende April kamen unter General Frederick Middleton etwa 3000 Mann zur Niederschlagung der Rebellion am Saskatchewan an. Kurz vor Batoche bei Fish Creek konnte Dumont noch einen schweren Schlag gegen Middletons Truppen führen, doch durch Verluste von Pferden und zur Neige gehende Munition waren die Métis danach dennoch praktisch verteidigungsunfähig. Als sich der unsichere Middleton in dem ungewohnten Terrain zwei Wochen später am 9. Mai dann endlich zum Angriff entschloss, war der Ausgang der als Schlacht von Batoche bekannten Auseinandersetzung trotz heftiger Gegenwehr der Métis von vorneherein klar. Am 12. Mai wurde Batoche eingenommen, und als Dumont am 15. Mai von der Ergebung Riels hörte, floh er auf Drängen seiner Familie nach Süden über die Grenze zum US-amerikanischen Bundesstaat Montana.

## Nach der Nordwest-Rebellion
In den USA wurde er zunächst von der Army festgesetzt, jedoch nach zwei Tagen schon wieder freigelassen, und erhielt politisches Asyl. Er hielt sich zunächst in Fort Benton bei Verwandten auf, wohin ihm seine Frau Madeleine im Herbst folgte. Ein Versuch, Mittel für die Befreiung Riels aus dessen Haft in Regina aufzubringen, blieb vergeblich.
Im Jahr darauf starb Madeleine, vermutlich an Tuberkulose, und trotz einer Amnestie Kanadas blieb er in den USA und schloss sich auf ein Angebot William Frederick Codys hin dessen Buffalo Bill’s Wild West Show als Kunstschütze an und lebte bei Staten Island, N.Y. Dort begann er auch, Vorträge über die Rebellion vor der dort ansässigen Gemeinde der Franko-Kanadier zu halten, wodurch er zu Kontakten mit Franko-Kanadiern aus Québec kam. Auf Einladung von Laurent-Olivier David begann er 1888 eine Vortrags-Reise in Montréal, die jedoch nach der ersten Rede wieder abgebrochen wurde, da er nicht das rhetorische Talent von Riel besaß und die Zuhörerschaft enttäuschte. Dumont reiste wieder an den Red River, kehrte jedoch im gleichen Jahr zurück in den Osten nach Montreal, wo er im Winter 88/89 einen Bericht über die Nordwest-Rebellion schriftlich niederlegte.
Danach verließ er die Stadt, und über die folgenden Jahre ist wenig bekannt. 1893 bemühte er sich in Winnipeg um sein Farmland am Red River, das er dann auch über ein Vorkaufsrecht erwerben konnte. Er verpachtete die Farm an (einen) Verwandte(n?) und lebte zurückgezogen in einer Hütte bei seinem Neffen Alexis Dumont, wo er am 19. Mai 1906, von der Öffentlichkeit weitestgehend unbemerkt, starb.

## Nachwirkung
Die kanadische Regierung, vertreten durch den für das Historic Sites and Monuments Board of Canada zuständigen Minister, ehrte Dumont am 11. November 1981 für sein Wirken als einer der Anführer der Metis und erklärte ihn zu einer „Person von nationaler historischer Bedeutung“.
Ungefähr an der Stelle an welcher Dumont in den 1870er Jahren eine Fähre betrieb, wurde 1969 die Gabriel Bridge für den Saskatchewan Highway 312 über den South Saskatchewan River gebaut. An diesem Ort, der auch „Gabriel’s Crossing“ genannt wird, erinnert eine offizielle Plakette auf einer Säule an ihn und diese Ehrung.